# Turfgräs
Turfgräs kallas vissa gräsarter som används i gräsmattor.
Turfgräsen håller hög kvalitet, men kännetecknas av måttlig tillväxt. Hit räknas bland annat rödsvingel, hårdsvingel, ängsgröe, rödven, krypven och vildtimotej (turftimotej).